# Nyctemera lugens
Nyctemera lugens là một loài bướm đêm thuộc phân họ Arctiinae, họ Erebidae.